# Protestes marroquines de 2011–2012
Les protestes marroquines de 2011–2012 van ser una sèrie de manifestacions populars al Marroc on es van reclamar reformes polítiques i socials en marc de les grans protestes que han afectat el món àrab i que van començar a Tunísia el desembre de 2010. Les protestes foren organitzades pel Moviment 20 de Febrer.

## Antecedents
El Marroc ha estat el país nord-africà amb menor mobilització revolucionària des de la revolució tunisiana, però té una llarga tradició de revoltes espontànies com la del pa de 1981, que es va saldar amb 66 morts a Casablanca, als quals el llavors ministre de l'Interior, Driss Basri, va anomenar "màrtirs de la barra de pa". L'última i més recent, en 2007, va ser la de Sefrou, violenta però sense víctimes mortals. La majoria dels joves llicenciats de les universitats nacionals estan en atur o no tenen cap tipus d'ocupació (el 27%). Es manifesten a més amb freqüència a les grans ciutats marroquines.

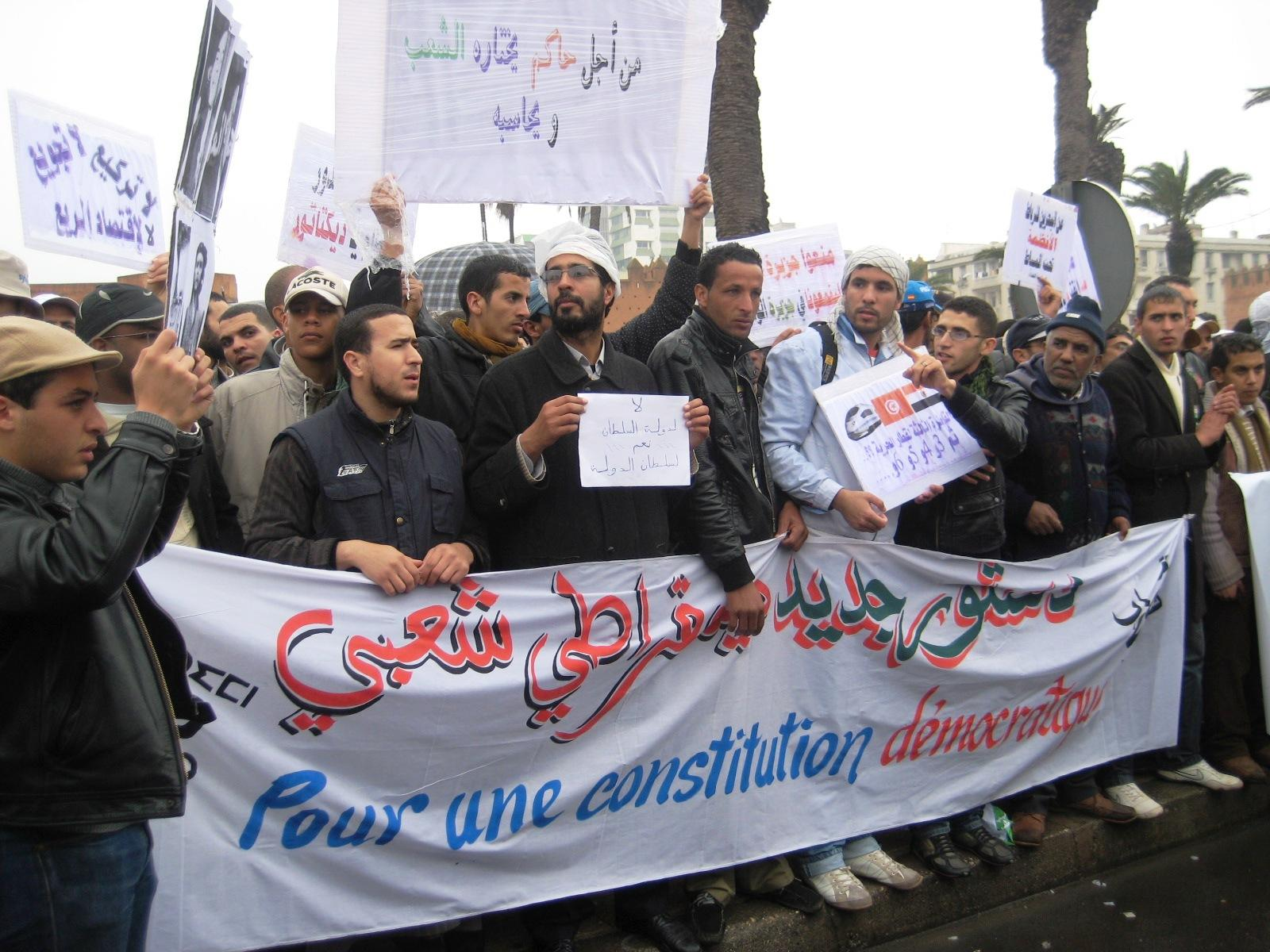
Manifestants al Marroc

Amb aquestes condicions de desocupació en els joves i els alts preus d'articles de primera necessitat, es veuen a més influenciats pels fets de Tunísia i Egipte, originant protestes que reclamen canvis al país.

## Cronologia
- 2 de gener. El Govern autoritza adquirir 255.000 tones de cereals, 154.000 de blat i 100.000 d'ordi per evitar el contagi de les protestes de països veïns.
- 30 de gener. Primeres protestes: centenars de persones recolzen als pobles egipci i tunisià als carrers de Tànger i a Fes.
- 31 de gener. El rei Mohamed VI torna al Marroc després d'unes vacances de 48 hores en un castell de la família reial a França.
- 1 de febrer. Dos professors es cremen al bonze per protestar per la seva situació laboral i quaranta ho intenten en la mateixa manifestació.
- 4 de febrer. Uns 12.000 joves demanen a Facebook que Mohamed VI derogui la Constitució, que prengui mesures per a lluitar contra la corrupció i que alliberi els presos de consciència. Convoquen una protesta pel 20 de febrer.
- 12 de febrer. Primera mort per immolació: un jove de 26 anys en atur es cala foc a la ciutat de Ben Guerir. Les autoritats confirmen la mort però no la relacionen amb les protestes.
- 16 de febrer. El Govern duplica el pressupost de la Cambra de compensació, que subvenciona productes alimentosos de primera necessitat, el gas per a cuinar i la gasolina.
- 18 de febrer. Justícia i Espiritualitat, un moviment islamista marroquí, s'apunta a la protesta.
- 20 de febrer. Milers de persones marxen en 12 ciutats reclamant més democràcia.

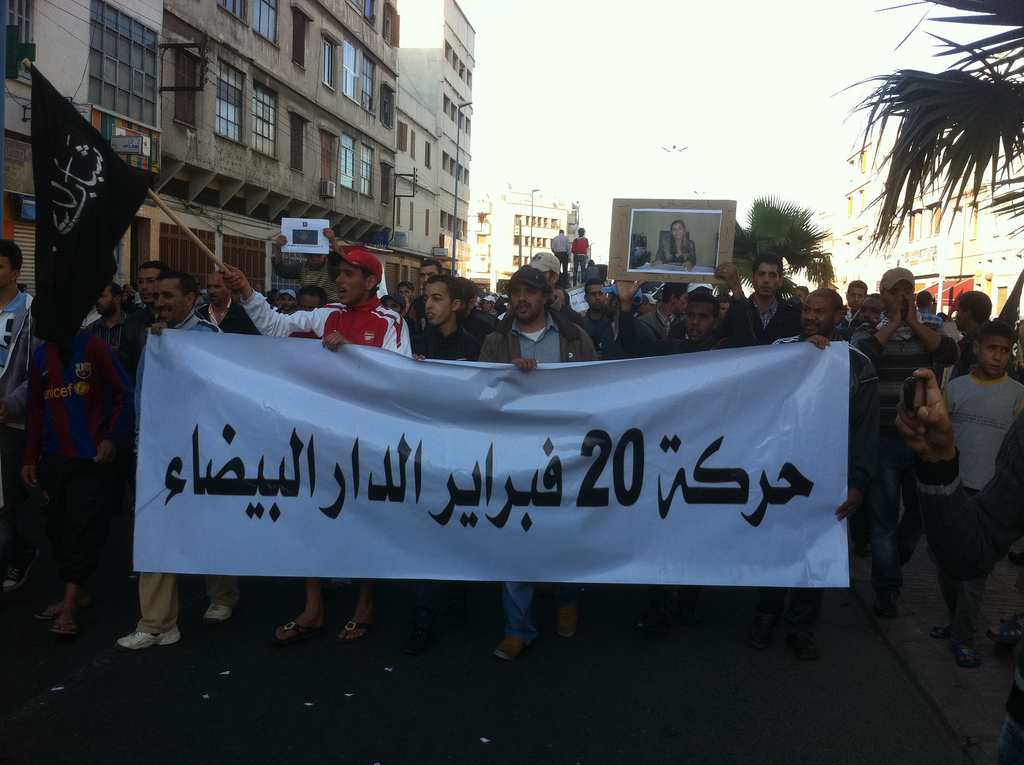
Manifestants del Moviment 20 de Febrer

## Principals esdeveniments

### 20 de febrer de 2011
Sota el lema "Justícia, llibertat i dignitat" es reuneixen prop de 4.000 manifestants marroquins en Rabat. Aquesta convocatòria, llançada a través de la xarxa social Facebook, va tenir la seva rèplica en altres ciutats del Marroc com Casablanca, Tànger o Marràqueix.

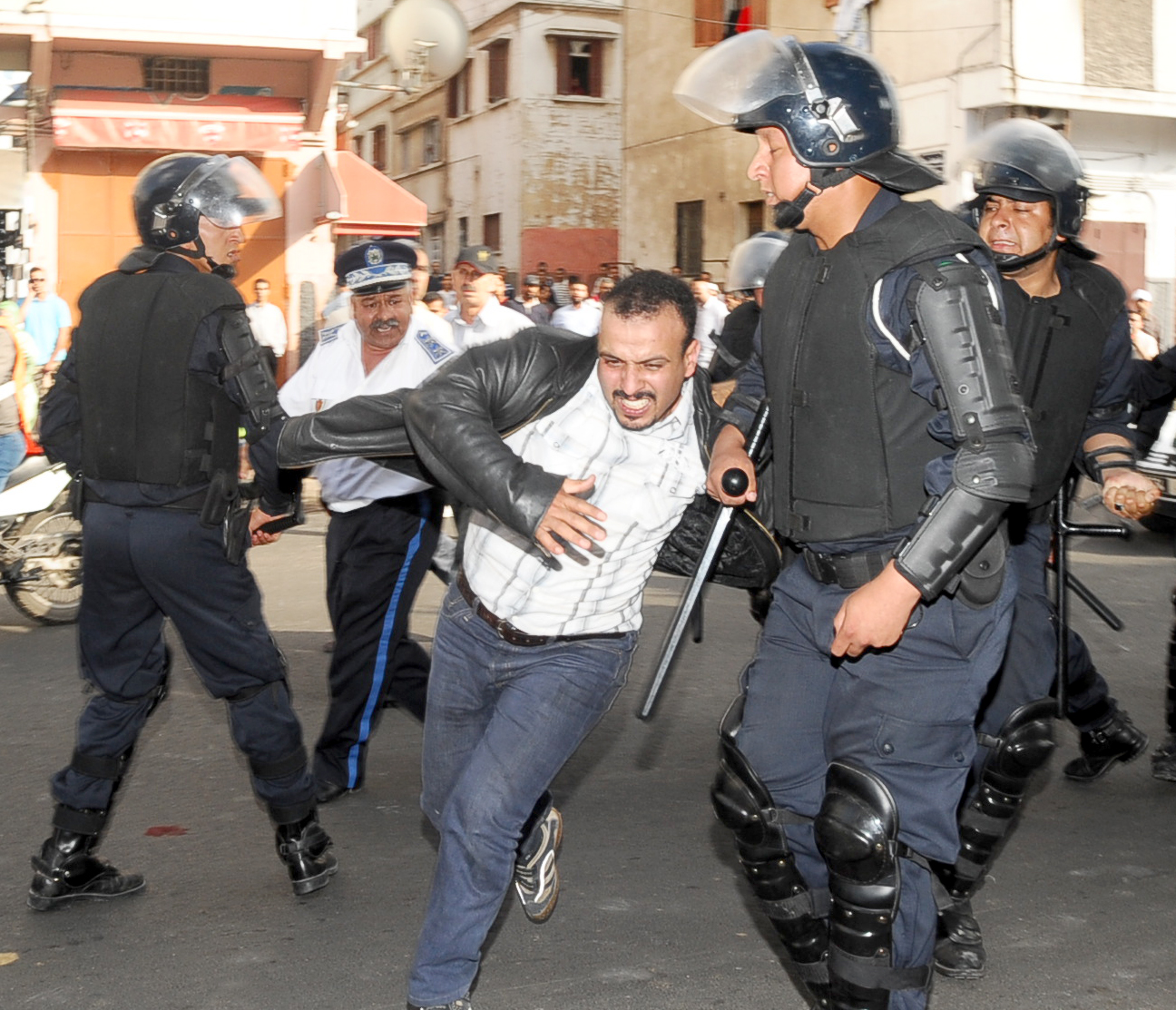
Policia carregant als manifestants de Casablanca

En la mateixa, els marroquins concentrats reclamen pública i massivament la dimissió del Govern, llançant un missatge al monarca Mohamed VI: “el rei ha de regnar i no governar”.

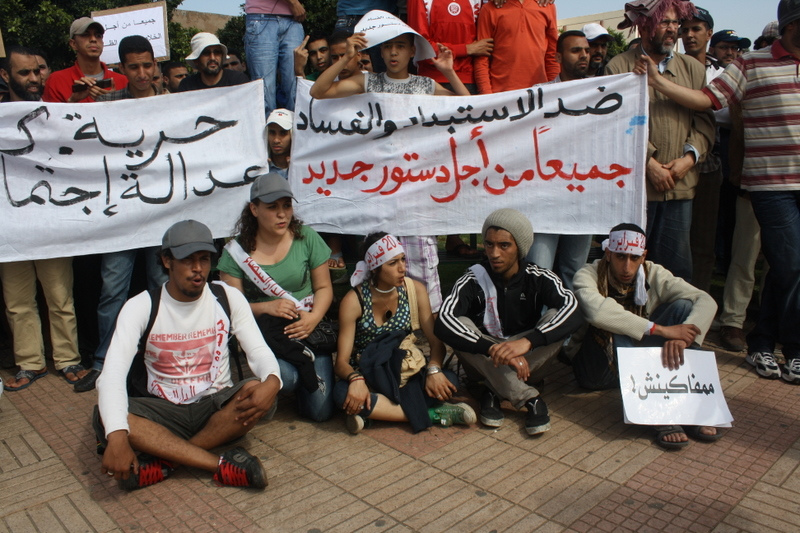
Manifestacions el 5 de juny de 2011

La jornada de protesta popular al Marroc va acabar amb disturbis violents. Grups d'incontrolats provoquen aldarulls i van saquejar entitats bancàries, atacant comissaries i comerços amb pedres i incendiant vehicles a Marràqueix, Al Hoceima, Xauen, Larraix, Ksar-el-Kebir, Fes, Guelmim, Tetuan, i Sefrou. La protesta en aquesta última ciutat va derivar en disturbis ja a primeres hores de la tarda, mentre que a Al Hoceima va prendre l'espurna de la violència amb la caiguda de la nit.
El centre d'altres ciutats del país també va ser ocupat per manifestants, com a Casablanca, Oujda i Kenitra. En Casablanca, algunes de les consignes corejades pels manifestants van ser "Llibertat, dignitat i justícia", "Menys poder per a la monarquia", "El rei ha de regnar i no governar" i "El poble vol una nova Constitució", segons va informar l'Agència AFP. Entre les pancartes i els eslògans corejats per la munió es trobaven "Majidi dégage!" (Majidi marxa!). Mounir Majidi és el secretari particular del rei Mohamed VI i entre les seves tasques ´se administrar la fortuna de la família reial. La policia va ser desplegada des de la nit anterior.
La protesta comptava amb l'adhesió de diverses ONG de drets humans, així com de petits partits d'esquerra, de les bases d'alguns sindicats i de les joventuts del moviment islamista Justícia i Espiritualitat que és il·legal, però gaudeix de certa tolerància.
Després de les manifestacions, el Govern marroquí va reconèixer 5 morts.

### Anunci de canvis en la Constitució
El rei Mohamed VI del Marroc va anunciar el 9 de març en un discurs televisat i en cadena nacional per a tota la nació nord-africana dràstics canvis i reformes constitucionals i una disminució significatives dels seus poders legals.

### Protestes del 13 de març a Casablanca
Malgrat l'anunci fet pel rei Mohammed VI del Marroc, el 13 de març es va realitzar una protesta pacifica que va ser dispersada per forces policials de la ciutat de Casablanca, provocant una desena de ferits. Els manifestants es van reunir per reivindicar reformes polítiques, desenes d'ells es van refugiar a la seu del Partit Socialista Unificat (PSU), d'oposició d'esquerra. Cap a les 14:00 (hora local) les forces de l'ordre van intentar ocupar la seu, però no ho van aconseguir davant la resistència dels manifestants.

### Protestes del 20 de març
Centenars de milers de persones es van concentrar als principals carrers de les ciutats del Regno de el Marroc exigint i reclamant democràcia i justícia social, malgrat les reformes polítiques anunciades dies passats pel rei Mohammed VI del Marroc.

### Protestes del 25 de març
Centenars de persones, moltes d'elles treballadors de la radiotelevisió pública marroquina, van reivindicar al Marroc per segona setmana consecutiva més "democràcia i llibertat" en els mitjans de comunicació estatals. Les protestes es van realitzar a les ciutats de Rabat i Casablanca i van comptar amb el suport dels sindicats.

### Protestes del 8 d'abril
Desenes de joves del Moviment 20 de Febrer, que reivindica reformes polítiques al Marroc, es van reunir enfront del parlament en Rabat en el dia de l'obertura de la sessió de primavera boreal, per demanar la seva dissolució.
Van cridar a boicotejar la comissió per a la reforma de la Constitució creada pel rei Mohamed VI.

### Protestes del 24 d'abril
Jornada de concentracions a diferents ciutats demanant reformes polítiques al país. A Casablanca van acudir unes deu mil persones segons l'agència France Presse. No es van registrar incidents violents. En resposta a aquestes mobilitzacions, pocs dies més tard el primer ministre Abbas el Fassi va tancar un acord amb els principals sindicats pel qual es concedeix una pujada de sous i de prestacions socials als funcionaris.

### Manifestacions del 8 de maig
Una protesta realitzada a la ciutat de Marràqueix contra el terrorisme i mantenir la sol·licitud de reformes polítiques convocades pel moviment 20 de febrer al país nord-africà.

## Plataformes de mitjans
Una de les plataformes de mitjans que anunciaren el moviment va ser Mamfakinch, un lloc web de col·laboració que publica continguts principalment en francès i àrab, però també anglès. "Mamfakinch" significa "cap concessió." La pàgina web va ser iniciada per joves marroquins excitats per les manifestacions del 20 de febrer, que pretenia reformes polítiques socials i econòmiques al Marroc. Els dissenyadors afirmen diverses tendències polítiques, però comparteixen una creença comuna en els valors democràtics de llibertat i els drets humans. El lloc no té por de ser crític amb el govern marroquí i promou el dret a la llibertat d'expressió i l'accés a la informació. Mamfakinch és una font de mitjans ciutadans tractant de proporcionar informació precisa que les fonts dels principals mitjans tergiversen, distorsionen deliberadament, o ignoren completament.
En 2012 Mamfakinch va rebre el Google/Global Voices Breaking Borders Award per ""defensar i promoure la llibertat dels drets d'expressió a Internet."

## Baixes
El 20 de febrer de 2011 havien estat trobats cinc cossos a Al Hoceima, dins d'un banc que havia estat destruït per manifestants que li van calar foc durant les protestes del 20 de febrer. Segons testimonis, els cossos pertanyien a manifestants que tractaven de saquejar el banc.
El 2 de juny de 2011, un home va morir per ferides que suposadament havia rebut durant els disturbis de la ciutat de Safi tres dies abans. Els informes oficials indiquen que la participació de l'home en la protesta en condicions de salut precàries va portar complicacions que li van causar la mort.